# Les Diables de l'Oklahoma
Pour les articles homonymes, voir Thunderbird.
Pour plus de détails, voir Fiche technique et Distribution.
Les Diables de l'Oklahoma (titre original : Thunderbirds) est un film américain produit et réalisé par John H. Auer, sorti en 1952.
Écrit par Mary C. McCall Jr., le film a pour principaux interprètes Barton MacLane, Ben Cooper, Frank Wilcox et John Drew Barrymore

## Fiche technique
- Titre original : Thunderbirds
- Réalisation : John H. Auer
- Scénario : Kenneth Gamet, Mary C. McCall Jr.
- Directeur de la photographie : Reggie Lanning
- Ingénieurs du son : Richard Tyler (en), Howard Wilson
- Musique : Victor Young
- Direction artistique : Frank Hotaling
- Montage : Richard L. Van Enger
- Producteur : John H. Auer
- Société de production : Republic Pictures
- Pays de production :  États-Unis
- Langue : Anglais
- Format : Noir et blanc — 35 mm — 1,37:1 — Son : Mono (RCA Sound System)
- Genre : Film dramatique, Film romantique, Film de guerre
- Durée : 98 minutes
- Dates de sortie : 
  - États-Unis : 20 novembre 1952
  - France : 31 juillet 1953

## Distribution
- Barton MacLane : Sergent Durkee
- Ben Cooper : Calvin Jones
- Frank Wilcox : Oncle Dave
- John Drew Barrymore : Soldat Tom McCreery
- Mae Clarke : Mme Jones
- Richard Reeves : Officier du fort Still
- Slim Pickens : Soldat Shelby
- Wally Cassell : 1re classe Sam Jacobs
- Armando Silvestre : Caporal Ralph Mogay
- Benny Baker : Soldat Charles Klassen
- Harry Harvey : Docteur à la vaccination
- Suzanne Dalbert : Marie Étienne
- Richard Simmons : Capitaine Norton
- Pepe Hern : Soldat Jim Lastchance
- Victor Millan : Soldat Joe Lastchance

Acteurs non crédités :
- Wade Crosby : Préposé au courrier
- Chief Yowlachie : Chief Whitedeer